# Pnevmatika
Pnevmatika je z zrakom napolnjeno kolo iz gume. Razvila se je postopoma iz kolesnega obroča s polno gumo, katerega je leta 1845 patentiral Škot Robert William Thomson in ga je praktično uporabil na kolesih vozov izvoščkov. Do množične uporabe teh obročev ni prišlo predvsem zaradi visoke cene gume. Za prvega izumitelja prave pnevmatike pa velja škotski živinozdravnik John Boyd Dunlop (1840- 1921), ki je izdelal leta 1887 za svojega bolnega sina lesen tricikel, za ublažitev udarcev koles pa je napolnil svinjska čreva z zrakom, katera je obdana z gumijastim obročem in tako izdelal prvo pnevmatiko.

## Razvoj pnevmatike
Razvoj sta poleg Dunlopa nadaljevala še Angleža Edlin in Sinclair. Irski kolesar-dirkač Hume, zmagovalec več kolesarskih tekem, je ustanovil z  Dunlopom prvo družbo- podjetje za pnevmatike koles. Leta 1890 je mehanik Wilch razdelil pnevmatiko v dva dela, v zunanji plašč in notranjo- zračnico. Nadaljnji razvoj pnevmatike sta nadaljevala dva Francoza brata André Michelin in Édouard Michelin, katera sta razvila najprej pnevmatike za osebne avtomobile, nato pa še za tovorne avtomobile. Razvoj pnevmatik se je nato razvijal vzporedno z razvojem avtomobilov, izboljševali so se materiali in konstrukcija pnevmatik. Najhitrejši razvoj pnevmatik je bil pri dirkalnih avtomobilih. Brata Michelin sta zaradi reklame opremila tri avtomobile na dirki Pariz-Bordeaux-Pariz (leta 1895) z novimi pnevmatikami in tako demonstrirala njihove prednosti. Na teh dirkah so morali pnevmatike menjati na vsakih sto prevoženih kilometrov. Zamislila sta si tudi znameniti humanoidni simbol podjetja -Bibendum, katerega uporablja še danes. Razvoj pnevmatik je močno poganjal naprej hiter razvoj avtomobilizma, zlasti pa ljubitelji hitrih avtomobilov na dirkah ali v poskusih postavitve kopenskega hitrostnega rekorda. Vsako povečanje hitrosti dirkalnih avtomobilov je zahtevalo tudi, močnejše, kvalitetnejše in vzdržljive pnevmatike, katere so morali proizvajalci še posebej pripraviti za takšno dirko. Tudi danes na dirkah formule 1, vozniki dirkalnikov demonstrirajo tudi kvaliteto nameščenih pnevmatik. K razvoju pnevmatike pa je veliko oziroma, kot nekateri pravijo največ pripomogel slovenski um Jaka Petek